# Out of the Vein
Out of the Vein es el tercer álbum del grupo musical de rock alternativo Third Eye Blind, lanzado el 13 de mayo de 2003 por el sello discográfico Elektra Records. 
El disco es el primer álbum del grupo con el guitarrista Tony Fredianelli, quien reemplazó durante largo tiempo al guitarrista Kevin Cadogan en el año 2000, y también sería el último álbum del grupo con Elecktra Records.
El álbum fue grabado en los estudios propios de la banda, Mourning Wood Studios, en San Francisco y en Skywalker Sound. El vocalista Stephan Jenkins quería que el álbum que se llamará Crystal Baller, pero el nombre del álbum fue cambiado porque al resto del grupo no le gustaba el nombre.

## Producción y lanzamiento
Out of the Vein originalmente estaba programado para ser lanzado en la primavera de 2002, pero fue retrasado varias veces. Según Jenkins, algunas de las razones de la demora deriva de una presión auto-impuesta a la altura de los éxitos anteriores de Third Eye Blind, que lo llevó a escribir letras y a reducir la lista de canciones del álbum de 25 a 14. En el momento en que se lanzó el álbum, el sello discográfico Elektra Records estaba por de ser absorbido por Atlantic Records, y Jenkins sostiene que el grupo no era una prioridad: "Nuestra compañía discográfica dejó de existir el mes, el álbum fue lanzado, Elektra Records implosionó".
Jenkins considera que Out of the Vein marcaría "una nueva etapa para la banda", y agregó que "los dos primeros álbumes eran como dos partes de la misma pieza. Hemos tenido un paréntesis. Este es un nuevo comienzo. Estamos desarrollando un repertorio que es cada vez más rico".
La portada del disco fue realizada por el fotógrafo Mick Rock, y de acuerdo al grito de Jenkins "la alegría de rock". Las primeras 100 000 copias del CD incluyeron un DVD que documenta la realización del álbum.

## Recepción
El álbum tuvo un fuerte debut en el puesto # 12 en el Billboard 200 con 63 000 copias vendidas en su primera semana. Mientras que Out of the Vein aún no ha sido certificado por la RIAA, el álbum ha vendido alrededor de 500 000 copias en marzo de 2007.

## Lista de canciones
| N.º | Título                                     | Escritor(es)                                   | Duración |  |
| 1.  | «Faster»                                   | Stephan Jenkins                                | 3:32     |  |
| 2.  | «Blinded»                                  | Jenkins, Arion Salazar, Tony Fredianelli       | 4:22     |  |
| 3.  | «Forget Myself»                            | Jenkins, Salazar                               | 4:13     |  |
| 4.  | «Danger»                                   | Jenkins, Salazar, Fredianelli, Brad Hargreaves | 3:12     |  |
| 5.  | «Crystal Baller»                           | Jenkins                                        | 4:15     |  |
| 6.  | «My Hit and Run»                           | Jenkins, Fredianelli                           | 4:22     |  |
| 7.  | «Misfits»                                  | Jenkins                                        | 4:19     |  |
| 8.  | «Can't Get Away»                           | Jenkins, Salazar                               | 3:46     |  |
| 9.  | «Wake for Young Souls»                     | Jenkins                                        | 4:37     |  |
| 10. | «Palm Reader»                              | Jenkins, Fredianelli                           | 4:54     |  |
| 11. | «Self Righteous»                           | Jenkins, Salazar                               | 6:18     |  |
| 12. | «Company»                                  | Jenkins, Fredianelli                           | 3:54     |  |
| 13. | «Good Man" / "Another Life» (Pista oculta) | Jenkins                                        | 9:24     |  |
| 14. | «My Time in Exile»                         |                                                | 3:17     |  |

## Personal
- Stephan Jenkins – vocales
- Tony Fredianelli – guitarra
- Arion Salazar – bajo, piano
- Brad Hargreaves – batería

### Personal adicional
- Hrundi V. Bakshi
- Sam Bass
- Vanessa Carlton
- Kimya Dawson
- DJ Flair
- Kim Shattuck